# Aspidifrontia tanganyikae
Aspidifrontia tanganyikae là một loài bướm đêm trong họ Noctuidae.